# Toritama
Toritama is een gemeente in de Braziliaanse deelstaat Pernambuco. De gemeente telt 33.206 inwoners (schatting 2009).

## Aangrenzende gemeenten
De gemeente grenst aan Caruaru, Vertentes en Taquaritinga do Norte.

## Verkeer en vervoer
De plaats ligt aan de noord-zuidlopende weg BR-104 tussen Macau en Maceió. Daarnaast ligt ze aan de weg PE-090.